# Appeville-Annebault
Appeville-Annebault – miejscowość i gmina we Francji, w regionie Normandia, w departamencie Eure.
Według danych na rok 1990 gminę zamieszkiwało 779 osób, a gęstość zaludnienia wynosiła 58 osób/km² (wśród 1421 gmin Górnej Normandii Appeville-Annebault plasuje się na 308. miejscu pod względem liczby ludności, natomiast pod względem powierzchni na miejscu 191.).